# Shonen Knife
Shonen Knife (少年ナイフ, Shōnen Naifu) est un groupe de pop punk japonais, originaire d'Osaka. Formé en 1981, le groupe est largement influencé par les girl groups, le groupe de pop The Beach Boys, et des groupes de punk rock comme les Ramones. Le trio chante en japonais et en anglais.
Bien que de nature pop, le trio maintient un son garage rock underground distinct caractérisé notamment par une imagerie do-it-yourself (DIY) qui lui permet de se construire une réputation solide auprès de ses fans, comparable à celle de groupes de rock alternatif des années 1990 comme Sonic Youth, Nirvana, et Redd Kross. Le groupe est cité pour avoir « fait du pop underground international encore plus international » en « le faisant découvrir à d'autres groupes japonais ». Ses membres ont aussi joué comme cover band des Ramones sous le nom de The Osaka Ramones.

## Biographie

### Débuts
Le groupe est formé en décembre 1981 à Osaka par les deux sœurs Yamano - Atsuko et Naoko - ainsi que Michie Nakatani, une copine,,. Naoko chante et joue de la guitare, Nakatani chante aussi et joue de la basse et du clavier, et Atsuko se met aux chœurs et à la batterie. Le groupe se forme à une période durant laquelle les groupes féminins de ce type étaient très rares. Influencées par le punk rock des années 1970 et de la new wave comme les Ramones et Buzzcocks, sans connaitre le mouvement J-pop à cette période émergent, le trio se lance dans des chansons axées rock dans l'esprit du do-it-yourself. Cependant, contrairement aux punk rockers rebelles traditionnels, le trio traite de la "positive attitude", offre des mélodies entrainantes et propose des paroles traitant de friandises et d'animaux,. Le groupe décrira sa musique de « oo-oo-ultra-eccentric-super-cult-punk-pop-band-shonen-knife! ».
Après leur premier concert à l'université Hosei de Tokyo, les Shonen Knife publient leur premier album, Burning Farm, au label Zero Records, le 21 juillet 1983. Elles contribuent ensuite à la compilation AURA MUSIC, du label Zero Records, publiée le 15 novembre, avec leurs chansons Watchin' Girl, Banana Fish, et Parrot Polynesia. Leur deuxième album, Yama-no Attchan, est publié par Zero le 25 mai 1984. Nommé d'après la batteuse Atsuko, l'album se caractérise par un son plus enrichi, aux influences diverses, de la Motown au heavy metal, tout en conservant des sujets légers comme rouler à vélo ou collectionner les insectes. À la fin de l'année, Shonen Knife contribue avec les chansons Parrot Polynesia et Elephant Pao Pao à une autre compilation, Huddle No Trouble, chez Balcony Records.

### Succès
Dans les années 1980, Shonen Knife se fait connaitre du mouvement rock alternatif. En juin l'année suivante[Quand ?], la cassette Burning Farm fait son chemin depuis Kyoto jusqu'au label K Records d'Olympia, aux États-Unis,. Un an plus tard, le 20 juin 1986, les Shonen Knife publient leur troisième album, Pretty Little Baka Guy. Quatre mois plus tard, l'album est réédité, accompagné de trois chansons live. L'album est publié le 1er novembre 1986 par le label indépendant Sub Pop. Peu après, les Shonen Knife reçoivent une offre lucrative de la part de plusieurs labels américains. À cette période, beaucoup de groupes de rock alternatif commencent à s'inspirer des Shonen Knife. Le 26 mars 1987, les chansons du trio passent en boucle sur la BBC Radio, diffusées par le disc jockey John Peel. Après plusieurs concerts, elles ont l'occasion de jouer avec Sonic Youth au Muse Hall de Shinsaibashi, à Osaka. Les deux membres joueront même une jam session sous l'acclamation du public. Elles embarquent ensuite pour une tournée au 2nd Coming de Los Angeles avec le soutien de Thurston Moore de Sonic Youth, et de Jeff et Steven McDonald de Redd Kross,.

### Activités depuis 2000

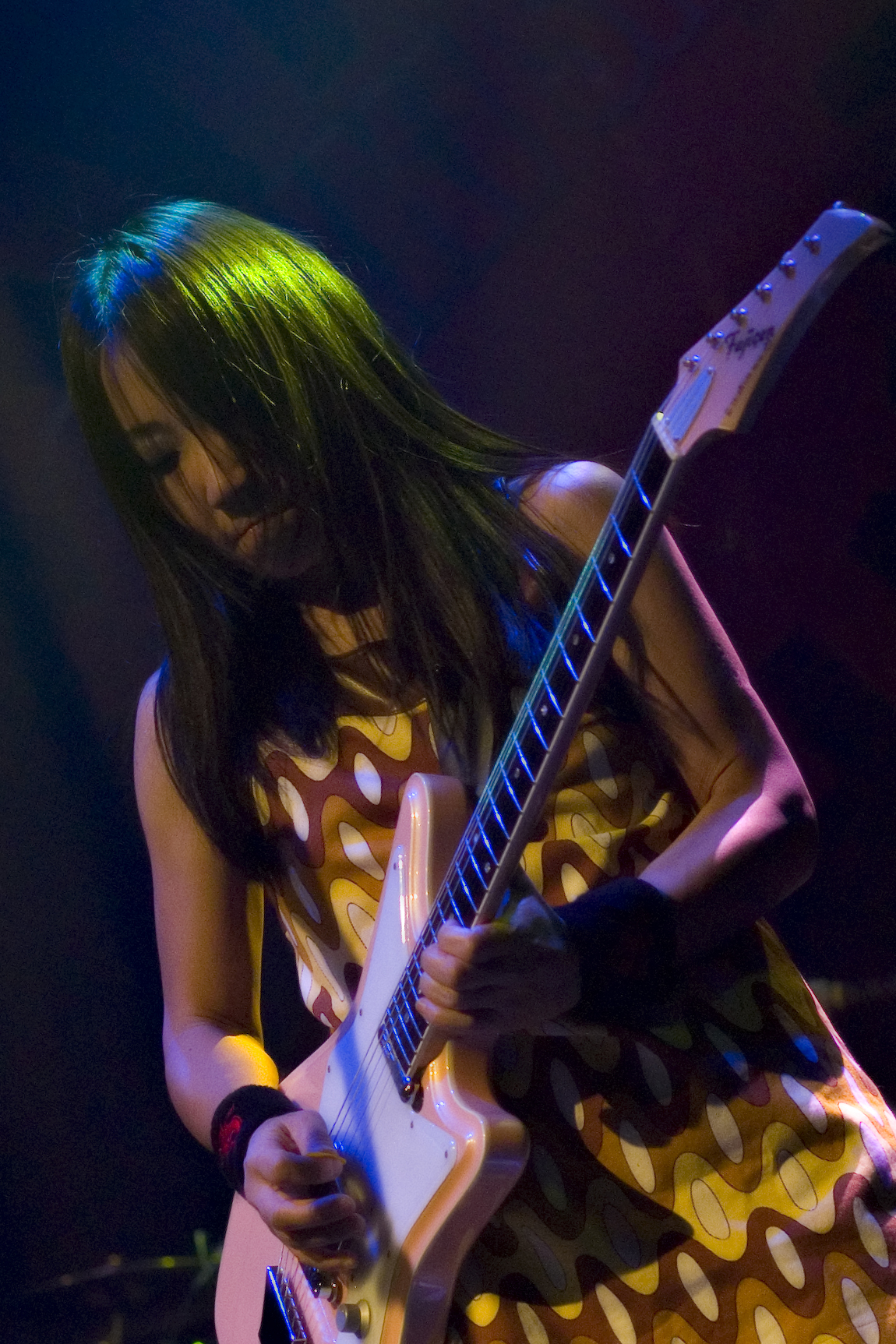
Naoko Yamano en novembre 2007 au Blender Theater de New York.

Michie Nakatani quitte le groupe en décembre 1999, et Atsuko Yamano se met à la basse. Mana Nishiura se met à la batterie. Le 4 novembre 2005, en tournée américaine avec DMBQ, Nishiura décède dans un accident de voiture dans le New Jersey. Etsuko « Ettchan » Nakanishi, qui jouait de la batterie pour Shonen Knife à cette période, la remplace définitivement. Atsuko Yamano se marie, emménage à Los Angeles, et se retire des Shonen Knife, même si elle rejoint le groupe en tournée en mi-2007,. Atsuko est remplacée par la bassiste de tournée Ritsuko Taneda, ancienne membre du groupe de J-Pop, Denki Candy
En 2009, les Shonen Knife jouent leurs premières dates américaines et britanniques en quinze ans, en parallèle à la sortie de l'album Super Group, suivies par une tournée nord-américaine, dont une performance au MTVU et une autre en tête d'affiche au Fun Fun Fun Festival d'Austin, au Texas. Leur nouvel album, Free Time, west publié en janvier 2010, puis le groupe est choisi par Matt Groening pour le festival All Tomorrow's Parties auquel il assistait à Minehead, en Angleterre. Le groupe tourne ensuite en Europe et en Grande-Bretagne.
En 2011, Shonen Knife célèbre ses trente ans d'existence, et publie Osaka Ramones - Tribute to The Ramones, qui est enregistré entre Osaka, au Japon, et Buffalo, à New York. En juin 2012, le groupe publie Pop Tune et tourne aux États-Unis. Il publie un nouveau LP, Overdrive le 16 avril 2014 à l'international; suit une tournée européenne en juin 2014.
Entre mars et avril 2015, Atsuko se joint à la basse pour la tournée Four-Leaf Clover Tour of Japan avec Ritsuko qui se met à la guitare rythmique. Le 27 mai 2015, le groupe annonce la décision d'Emi d’arrêter. En 2016, elles publient l'album Adventure.

## Style musical et influences
Les Shonen Knife incluent dans leur influences le punk des Ramones mais aussi pratiquement tout ce que le rock a connu depuis les années 1960. Elles sont capables de passer de la pop à l'instrumental surf en passant par le punk hardcore le plus violent. Les Shonen Knife ont également beaucoup influencé le groupe Nirvana. À leur arrivée aux États-Unis, les Shonen deviendront d'ailleurs les protégées de Kurt Cobain qui était « hystérique » dès qu'il entendait leur musique[réf. nécessaire].
Leur chansons traitent de sujets aussi variés que les bisons en voie de disparition, Singapour, leur plat préféré chinois, la Poupée Barbie, les promenades à bicyclette, les chips à la banane et bien d'autres thèmes, sérieux ou non. Le sujet le plus fréquent reste néanmoins la nourriture (Gyoza, Banana Chips, Hot Chocolate, Flying Jelly Attack, etc.).
L'album Ah, singapore critique l'autoritarisme du gouvernement de Singapour (on ne peut acheter nulle part du chewing-gum à Singapour mais on peut acheter des bonbons à la menthe car quand on les mange ils disparaissent). Cette phrase est une allusion à une loi de Singapour qui interdit la vente libre du chewing-gum car l'on doit s'acquitter d'une forte amende si l'on jette un papier par terre.
Dans l'album Happy Hour, Dolly fait allusion à la brebis clonée, Dolly (They have the same shape just like clones). Catch Your Bus est une chanson métaphorique sur le bus avec pour unique message « saisis ta chance ! » (n'aie pas peur de rater ton bus, tu l'auras), (la vie est trop courte pour gaspiller un autre jour) et (je ne suis peut-être pas la plus intelligente ou la plus forte je suis simplement heureuse d'être moi-même). People Traps met le public en garde face aux pièges de la société (tu devrais garder les yeux grand ouverts), (il y a tant de désinformation), (il y a tant de tentations).

## Membres

### Membres actuels
- Naoko Yamano (山野 直子?) (née le 18 décembre 1960) - guitare, chant (depuis 1981)
- Ritsuko Taneda - basse, chant, guitare rythmique (depuis 2006, pause 2015-2017)
- Naru Ishizuka - basse, chant (depuis 2015), basse en tournée (2016-2017)
- Risa Kawano - batterie, chant (depuis 2015)

### Anciens membres
- Michie Nakatani – basse, chant, claviers (1981–1999)
- Mana Nishiura – batterie en tournée (2001–2004)
- Etsuko Nakanishi – batterie, chœurs (2005–2010)
- Emi Morimoto - batterie, chant (2010-2015)

## Discographie

### Albums studio
- 1991 : 712 (Nippon Crown)
- 1992 : Let's Knife (MCA/Virgin)
- 1993 : Rock Animals (August Records/Virgin)
- 1996 : Brand New Knife (MCA)
- 1997 : Super Mix (MCA) (album de titres remixés)
- 1998 : Happy Hour (Universal)
- 2000 : Strawberry Sound (Universal)
- 2002 : Heavy Songs (Warner indies/Burning Farm)
- 2003 : Candy Rock
- 2005 : Genki Shock !
- 2007 : Fun! Fun! Fun!
- 2008 : Super Group
- 2010 : Free Time
- 2011 : Osaka Ramones
- 2012 : Pop Tune
- 2014 : Overdrive

### EP
- 1983 : Burning Farm, (Zero)
- 1984 : Yamano Atchan, (Zero)
- 1986 : Pretty Little Baka Guy (Zero)

### Compilations
- 1990 : Shonen Knife (Giant)
- 1995 : Greatest History (MCA)

## Événements
- 9 avril 2006 : un grand concert est organisé sous le nom de Frog Meeting à la mémoire de Mana Nishiura à l'université de Kyoto. De nombreux groupes de la scène rock japonaise dont Shonen Knife se sont produits en l'honneur de « China » Nishiura (morte prématurément dans un accident de voiture aux États-Unis le 4 novembre 2005)
- 28 juin 2009 : Après une tournée européenne d'une dizaine de dates (Londres en particulier), les Shonen Knife ont joué pour la première fois à Paris (à la Mécanique Ondulatoire).